# Ыджыд-Пурга
Ыджыд-Пурга (с коми — «большая пурга») — река в России, течёт по территории Усть-Куломского района Республики Коми. Устье реки находится в 880 км по правому берегу Вычегды. Длина реки составляет 35 км.

## Этимология
Название реки происходит из коми языка в значении «большая река со снежным заносом», где ыджыд — «большой», и диал. коми пурга — «снежный занос». Также может быть гидроним связан с именем древнего пермского рода. Ср. Пурга – воршудное имя удмуртов.

## Данные водного реестра
По данным государственного водного реестра России относится к Двинско-Печорскому бассейновому округу, водохозяйственный участок реки — Вычегда от истока до города Сыктывкар, речной подбассейн реки — Вычегда. Речной бассейн реки — Северная Двина.
Код объекта в государственном водном реестре — 03020200112103000014121.